# Horion
Horion is een dorp in de tot de Belgische gemeente Grâce-Hollogne behorende deelgemeente Horion-Hozémont.

## Geschiedenis
Horion was een zelfstandige heerlijkheid tot het einde van de 18e eeuw, toen de Fransen een einde maakten aan het ancien régime. De eerste vermelding is van 862 als bezit van de Abdij van Stavelot. Waarschijnlijk was Horion toen onderdeel van het graafschap Hozémont. Toen dit graafschap in de loop van de 13e eeuw uiteenviel werd een van de nazaten van de laatste graaf benoemd tot voogd van Horion. Deze liet een kasteel bouwen en werd stamvader van het huis De Horion. Ook stichtte hij het versterkte kasteel van Pas-Saint-Martin, dat de belangrijkste zetel van deze heerlijkheid werd.
In 1558 werd een aan Sint-Remaclus gewijde kapel gesticht.

## Bezienswaardigheden
- Kasteel van Grady
- Sint-Remacluskapel

## Natuur en landschap
Horion ligt op het Haspengouws Plateau op een hoogte van ongeveer 170 meter. Afgezien van het bosrijke landgoed van het Kasteel van Grady vindt men hier vooral een open landbouwgebied.

## Nabijgelegen kernen
Lexhy, Cahottes, Hozémont, Haneffe